# 蒙珀扎
蒙珀扎（法語：Montpezat，法語發音：[mɔ̃pəza]）是法国加尔省的一个市镇，位于该省中部偏西南，属于尼姆区。

## 地理
蒙珀扎（43°51'6"N, 4°9'26"E）面积11.98 平方千米，位于法国奧克西塔尼大區加尔省，该省份为法国南部沿海省份，南端濒地中海，北起顺时针与阿尔代什省、沃克吕兹省、罗讷河口省、埃罗省、阿韦龙省和洛泽尔省接壤。
与蒙珀扎接壤的市镇（或旧市镇、城区）包括：孔巴、帕里尼亚尔格、圣科姆和马吕埃若勒、圣马梅尔迪加尔、苏维尼亚尔格。

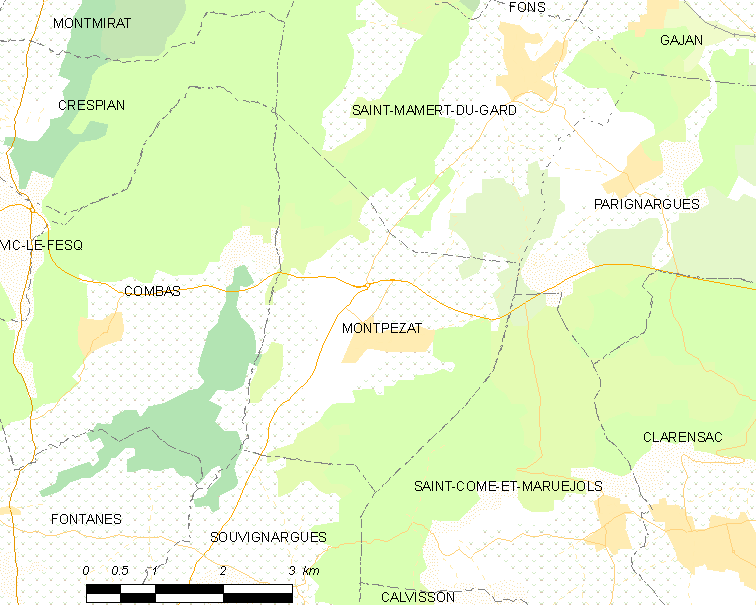
蒙珀扎的OSM定位图

蒙珀扎的时区为UTC+01:00、UTC+02:00（夏令时）。

## 行政
蒙珀扎的邮政编码为30730，INSEE市镇编码为30182。

## 政治
蒙珀扎所属的省级选区为卡尔维松县。

## 人口

1962-2008年间蒙珀扎人口变化图示

蒙珀扎于2022年1月1日时的人口数量为1398人。